# Ardisia filipes
Ardisia filipes là một loài thực vật có hoa trong họ Anh thảo. Loài này được C.T.White mô tả khoa học đầu tiên năm 1927.